# Kurobe
Kurobe (黒部市, Kurobe-shi) est une ville située dans la préfecture de Toyama, au Japon.

## Géographie

### Situation
Kurobe se trouve dans le nord-est de la préfecture de Toyama, entre la mer du Japon à l'ouest et les monts Hida à l'est.

### Démographie
En janvier 2021, la population de Kurobe était de 40 733 habitants, répartis sur une superficie de 426,31 km2.

### Reliefs
Les monts Okukane et Goryū se trouvent à l'est de la ville.

### Hydrographie
Kurobe est traversée par le fleuve Kurobe.

## Histoire
La ville de Kurobe a été créée le 1er avril 1954 de la fusion des anciens bourgs d'Ikuji et Sakurai.

## Transports
Kurobe est desservie par la ligne Shinkansen Hokuriku à la gare de Kurobe-Unazukionsen. Elle est également desservie par les lignes classiques Ainokaze Toyama Railway et Toyama Chihō Railway.
Le chemin de fer des gorges de Kurobe suit les gorges formées par le fleuve Kurobe.

## Jumelage
Kurobe est jumelée avec :
- Sneek (Pays-Bas)
- Macon (États-Unis)
- Samcheok (Corée du Sud)
- Nemuro (Japon)